# Землетрясение в Нью-Джерси (2024)
5 апреля 2024 года в Нью-Джерси произошло землетрясение и имело относительно незначительные последствия, при этом серьёзных разрушений в Нью-Йорке и Нью-Джерси не было зафиксировано. Магнитуда землетрясения по шкале Рихтера составила 4,8, глубина — 2,9 мили (4,7 км). Эпицентр находился в поселке Тьюксбери (штат Нью-Джерси), примерно в 1 миле (1,6 км) к северу от Олдвика и в 5 милях (8 км) к востоку от Лебанона, вдоль разлома Рамапо.
Сильная волна землетрясения была зафиксирована в некоторых районах округов Хантердон и Сомерсет, включая города Сомервилл, Бедминстер и Бриджуотер. По данным Геологической службы США, данное землетрясение стало третьим по силе в регионе Нью-Йорка за всю историю наблюдений. Это также было самое сильное землетрясение в Нью-Джерси со времен землетрясения в Нью-Джерси 1783 года магнитудой 5,3.

## Влияние
Несколько зданий в Нью-Йорке подверглись легкому сотрясению, а в округе Рокленд, (штат Нью-Йорк), была зафиксирована утечка газа. Толчки ощущались по всему северо-востоку США от Мэриленда до Мэна.

## Перевозки
Федеральное управление гражданской авиации США приостановило полеты в Международном аэропорту «Ньюарк Либерти» и Международном аэропорту имени Джона Кеннеди. Прибытие в аэропорт «Ла-Гуардия», аэропорт «Тетерборо» и международный аэропорт «Балтимор-Вашингтон» было приостановлено. Башня управления воздушным движением в Международном аэропорту «Ньюарк Либерти» была эвакуирована.
Скоростная линия PATCO временно приостановила работу для проверки «из соображений осторожности».